# أبوسوم فأر قرمزي
أبوسوم فأر قرمزي (الاسم العلمي: Marmosa lepida)، هو نوع من الأبوسوم يتواجد في بوليفيا والبرازيل وكولومبيا والإكوادور وغيانا وبيرو وسورينام في الغابات المطيرة الاستوائية المنخفضة على ارتفاعات 100-1000 م.